# 马文芳
马文芳（1951年—），河南通许人，汉族，中华人民共和国政治人物、第十二届全国人民代表大会河南地区代表。

## 生平
加入中国共产党。担任河南省通许县大岗李乡苏刘庄村村医。2008年起担任全国人大代表。2013年，担任全国人大代表。2018年2月24日，当选为第十三届全国人大代表。